# Phasis salmoneus
Phasis salmoneus är en fjärilsart som beskrevs av Pieter Cramer 1782. Phasis salmoneus ingår i släktet Phasis och familjen juvelvingar. Inga underarter finns listade i Catalogue of Life.